# Zimní olympijské hry 1936
IV. zimní olympijské hry se uskutečnily ve dnech 6. až 16. února 1936 v německém Garmisch-Partenkirchenu. Do programu olympijských her bylo poprvé zařazeno alpské lyžování. Československé barvy zde hájilo 55 sportovců, z toho 5 žen. I přes několik dobrých umístění na medaili žádný nedosáhl.

## Kalendář soutěží
| ÚC | Úvodní ceremoniál | ● | Soutěžní den disciplíny | 1 | Finále disciplíny |  | Ukázkové disciplíny | ZC | Závěrečný ceremoniál |

| Únor                    | 6. Čt | 7. Pá | 8. So | 9. Ne | 10. Po | 11. Út | 12. St | 13. Čt | 14. Pá | 15. So | 16. Ne | Finále |
| ----------------------- | ----- | ----- | ----- | ----- | ------ | ------ | ------ | ------ | ------ | ------ | ------ | ------ |
| Ceremoniály             | ÚC    |       |       |       |        |        |        |        |        |        | ZC     |        |
| Alpské lyžování         |       | ●     | 1     | 1     |        |        |        |        |        |        |        | 2      |
| Běh na lyžích           |       |       |       |       | 1      |        | 1      |        |        | 1      |        | 3      |
| Boby                    |       |       |       |       |        | ●      | 1      |        | ●      | 1      |        | 2      |
| Krasobruslení           |       |       |       | ●     | ●      | ●      | ●      | 1      | 1      | 1      |        | 3      |
| Lední hokej             | ●     | ●     | ●     | ●     |        | ●      | ●      | ●      | ●      | ●      | 1      | 1      |
| Metaná                  |       |       |       | 1     | 2      |        |        |        |        |        |        | 0      |
| Rychlobruslení          |       |       |       |       |        | 1      | 1      | 1      | 1      |        |        | 4      |
| Severská kombinace      |       |       |       |       |        |        | ●      | 1      |        |        |        | 1      |
| Skoky na lyžích         |       |       |       |       |        |        |        |        |        |        | 1      | 1      |
| Závod vojenských hlídek |       |       |       |       |        |        |        |        | 1      |        |        | 0      |
| Celkem disciplín        |       |       | 1     | 1     | 1      | 1      | 3      | 3      | 2      | 3      | 2      | 17     |
| Kumulativní součet      |       |       | 1     | 2     | 3      | 4      | 7      | 10     | 12     | 15     | 17     |        |

## Počet medailí podle údajů mezinárodního olympijského výboru
| Pořadí | Země                         | Zlato | Stříbro | Bronz | Celkem |
| 1      | Norsko (NOR)                 | 7     | 5       | 3     | 15     |
| 2      | Německo (GER)                | 3     | 3       | 0     | 6      |
| 3      | Švédsko (SWE)                | 2     | 2       | 3     | 7      |
| 4      | Finsko (FIN)                 | 1     | 2       | 3     | 6      |
| 5      | Švýcarsko (SUI)              | 1     | 2       | 0     | 3      |
| 6      | Rakousko (AUT)               | 1     | 1       | 2     | 4      |
| 7      | Velká Británie (GBR)         | 1     | 1       | 1     | 3      |
| 8      | Spojené státy americké (USA) | 1     | 0       | 3     | 4      |
| 9      | Kanada (CAN)                 | 0     | 1       | 0     | 1      |
| 10     | Francie (FRA)                | 0     | 0       | 1     | 1      |
| 10     | Maďarsko (HUN)               | 0     | 0       | 1     | 1      |
| Celkem | Celkem                       | 17    | 17      | 17    | 51     |

## Film
- Hitlerovi šampioni; režie: Jean-Christophe Rosé; historický dokument; Francie, 2016, 2x52 min